# 国民代表大会 (厄瓜多尔)
国民代表大会（西班牙語：Asamblea Nacional）是厄瓜多尔的国家立法机关。国民代表大会实行一院制，由137名议员组成。每届国民代表大会任期4年。现任国民代表大会主席是Gabriela Rivadeneira。
2006年11月，拉斐尔·科雷亚在总统选举获胜后宣布解散国民议会，并于2007年11月成立制宪大会，起草新宪法。2008年7月，制宪大会完成新宪法的制定，结束使命。厄瓜多尔成立立法和检举委员会，暂行过渡时期的立法权。新宪法于2008年9月在全民公决中获得通过，对新的立法机构国民代表大会作出相应规定。2009年4月26日选举产生第一届国民代表大会，大会于同年7月31日正式宣誓成立。

## 外部連結
- 官方网站